# پائولو بوسلی
پائولو بوسلی (ایتالیایی: Paolo Boselli؛ ۸ ژوئن ۱۸۳۸ – ۱۰ مارس ۱۹۳۲) یک سیاست‌مدار اهل ایتالیا بود که از تاریخ  ۱۸ ژوئن ۱۹۱۶ تا تاریخ ۲۹ اکتبر ۱۹۱۷  سمت نخست وزیری ایتالیا را برعهده داشت.